# Mutel & Cie
Mutel & Cie est un constructeur automobile français.

## Production
L’entreprise basée à Paris a commencé à produire des automobiles et des composants en 1900. L’usine était située au 124, Rue Saint-Charles (Paris). En plus de la production de ses propres automobiles, des moteurs intégrés ont été fournis à d’autres constructeurs automobiles. Les moteurs ont été fournis aux constructeurs automobiles suivants : Otto Beckmann & Co, Breese, Lawrence, Moulton Motor Car and Equipment Company, Boissaye, Bradford Motor Car Company, Century Engineering, Couverchel, Automobiles C.V.R., W. H. Dorey, Elswick, L & B, Lacoste & Battmann, Pritchett & Gold, Morgan & Company Limited, Prunel, Regal, Ateliers P. Sage et Wasp. Dans les véhicules de l’entreprise, un moteur de sa propre production a été ajouté sur la base d’un châssis de Malicet & Blin. Un modèle avait un moteur quatre cylindres de 30 HP.  En 1902, les clients pouvaient choisir entre des carrosseries à deux, trois et quatre places. La production s’est terminée en 1906.